# Cataglyphis dejdaranensis
Cataglyphis dejdaranensis (лат.) — вид муравьёв-бегунков рода Cataglyphis из подсемейства Formicinae.

## Распространение
Иран, Чехармехаль и Бахтиария (Bakhtiari, Koohrang, Dejdaran valley).

## Описание
Мелкие формициновые муравьи-бегунки, длина 5-10 мм. Основная окраска буровато-чёрная, одноцветная. Длина головы крупных рабочих от 2,07 до 2,14 мм, ширина головы от 1,85 до 2,12 мм. Голова, мезосома и брюшко полностью чёрные или голова спереди, а переднеспинка и мезосома на боковых сторонах с нечеткими коричневато-чёрными пятнами с размытыми границами. Ноги полностью чёрные или чёрно-коричневые, с лапками, иногда немного светлее бёдер и голеней. Усики полностью чёрные.
Cataglyphis dejdaranensis относится к группе крупных видов с хорошо развитой и тусклой скульптурой тела. Бёдра и голени, покрытые толстыми, густыми чёрными прилегающими щетинками, объединяют этот вид с комплексом Cataglyphis setipes, а форма узла петиоля объединяет его с комплексом C. altisquamis. От всех видов комплекса C. setipes таксон C. dejdaranensis отличается узловатым петиолем, не образующим шаровидного узла; от всех видов комплекса C. altisquamis таксон C. dejdaranensis отличается слабой микроскульптурой брюшка, у которой хотя бы бока заметно блестят. Cataglyphis dejdaranensis имеет наименее скульптированное брюшко среди всех крупных видов с хорошо развитой микроскульптурой тела. Внешне C. foreli похож на C. dejdaranensis, но отличается большими глазами и отсутствием толстых чёрных прилегающих щетинок на бёдрах и голенях. Cataglyphis kurdistanica Pisarski имеет похожую форму петиоля и ног с чёрными прилегающими щетинками, но отличается двухцветным телом и наличием касты солдат. Cataglyphis bucharica также похож на C. dejdaranensis, но отличается красноватой головой и мезосомой, многочисленными прямостоячими щетинками на проподеуме, более длинными дыхальцами проподеума, а также бёдрами и голенями, лишенными толстых чёрных прилегающих щетинок. Cataglyphis fritillariae наиболее сходен с C. dejdaranensis, но отличается сильно скульптурированным брюшком, узлом петиоля крупных рабочих (с трапециевидным профилем) и менее выпуклым проподеумом.
Усики рабочих и самок состоят из 12 члеников (13 члеников у самцов), булава отсутствует. Нижнечелюстные щупики состоят из 6 сегментов, нижнегубные щупики 4-члениковые. Стебелёк между грудкой и брюшком состоит из одного членика петиолюса с небольшой чешуйкой, жало отсутствует, куколки крытые (в коконе). Биология не исследована. В местности Чери (Cheri) муравьи были собраны в заросшем травой горном пастбищном участке, а в местности Долина Дейдаран (Dejdaran Valley) муравьи были обнаружены на горных пастбищах со скудной растительностью. Гнёзда располагались под большими камнями. Оба места сбора располагались на большой высоте: 2319 м и 2778 м.

## Систематика и этимология
Вид был впервые описан в 2021 году иранским энтомологом Arsalan Khalili-Moghadam (Shahrekord University, Shahrekord, Иран), польским мирмекологом Sebastian Salata (University of Wrocław, Вроцлав, Польша) и Lech Borowiec (California Academy of Sciences, Сан-Франциско, США). Включён в видовую группу altisquamis-group. Название вида dejdaranensis — это латинское прилагательное в именительном падеже и относится к региону долины Дейдаран (Dejdaran Valley), где был собран один из экземпляров этого вида.